# Teodora-Evdokija
Teodora (Теодора) bila je srpska princeza i despotica. Njezini su roditelji bili kralj Stefan Dečanski i kraljica Marija Paleolog te je Teodora bila najmlađe dijete svojih roditelja. Teodora je rođena 1330. godine.
U dobi od 17 godina, Teodora se udala za despota Dejana, koji je postao sevastokrátor. Taj je naslov Dejan dobio od Teodorina polubrata, cara Dušana. Nakon vjenčanja, prikaz Teodore načinjen je na fresci u manastiru Visoki Dečani. Dejan i Teodora bili su roditelji sina Konstantina Dragaša, sina Jovana Dragaša i kćeri Teodore, koja se udala za Žarka.
Teodora je postala monahinja Evdokija (Евдокија).